# Бережний Віталій Дмитрович
Віталій Дмитрович Бережний (нар.. 2 квітня 2001, Глухів, Сумська область — пом. 7 березня 2022, під Києвом) — український військовий, учасник російсько-української війни, що трагічно загинув під час російського вторгнення в Україну в березні 2022 року.

## Життєпис
Віталій Бережний народився 2001 року в Глухові на Сумщині. Навчався в Глухівському ліцеї-інтернаті з посиленою військово-фізичною підготовкою. Вихованець глухівського клубу «Мужність». За прикладом свого брата Олексія підписав контракт зі Збройними силами України. Обіймав військову посаду механіка-водія танку у складі 10-ої окремої гірсько-штурмової бригади, мав звання солдата. З початком повномасштабного російського вторгнення в Україну перебував на передовій. Загинув 7 березня 2022 року захищаючи Київ від російських окупантів. Майже місяць тіло загиблого Віталія Бережного не могли евакуювати з місць важких боїв. Через те, що рідний Глухів було відрізано ворогом поховали загиблого разом із побратимами у місті Малин Житомирської області на Алеї Слави. В День Української Державності мамі загиблого вручили орден «За мужність» III ступеня.

## Родина
У загиблого залишилася мати Наталія та старший брат Олексій, який бере участь у бойових діях.

## Нагороди
- орден «За мужність» III ступеня (2022, посмертно) — за особисту мужність і самовіддані дії, виявлені у захисті державного суверенітету та територіальної цілісності України, вірність військовій присязі.

## Ушанування пам'яті
22 січня 2023 року Глухівський військово-патріотичний клуб «Мужність» та відокремлений підрозділ всеукраїнської федерації військово-спортивних багатоборств у Сумській області при підтримці відділу молоді та спорту Глухівської міської ради започаткували проведення кубку Глухівської територіальної громади з ножового бою пам'яті захисника України Віталія Бережного. У першому турнірі взяло участь понад 60 спортсменів різного віку.